# Martin Riška
Martin Riška (né le 18 mai 1975 à Žilina) est un ancien coureur cycliste slovaque.

## Palmarès
- 1996[1]
  -  Champion de Slovaquie sur route
- 1999
  - 3e du championnat de Slovaquie sur route
- 2002
  -  Champion de Slovaquie sur route
  - 4e étape des Paths of King Nikola
  - GP ZTS Dubnica nad Váhom (de)
  - 2e du championnat de Slovaquie du contre-la-montre
  - 2e du championnat de Slovaquie du contre-la-montre par équipes
- 2003
  -  Champion de Slovaquie sur route
  - Grand Prix Mesta Pribram
  - 2e étape des Paths of King Nikola
- 2004
  -  Champion de Slovaquie sur route
  - 2e étape du Tour de Slovaquie
  - Friedens und Freundschaftstour :
    - Classement général
    - 1re étape
- 2005
  - Grand Prix Bradlo
  - 1re étape du Tour de Slovaquie
  - 2e du Tour de Slovaquie
- 2006
  - 2e étape de l'Istrian Spring Trophy
  - 1re étape du Tour de Grèce
  - Tour de Hongrie :
    - Classement général
    - 1re et 3e étapes

  - 3e du championnat de Slovaquie sur route
  - 3e du championnat de Slovaquie du contre-la-montre
- 2007
  -  Champion de Slovaquie sur route
  - 1re et 8e étapes du Bałtyk-Karkonosze Tour
  - Kärnten Viper Grand Prix
  - 5e étape du Tour de Hongrie
  - 2e du Völkermarkter Radsporttage
- 2008
  - 2e étape du Tour de Hongrie
  - Grand Prix Vorarlberg
- 2009
  - 1re étape de Linz-Passau-Budweis
  - 2e du Raiffeisen Grand Prix
- 2010
  - Giro di Festina Schwanenstadt
  - 3e du championnat de Slovaquie sur route

## Classements mondiaux
| Année           | 2005 | 2006 | 2007 | 2008 | 2009 | 2010 |
| --------------- | ---- | ---- | ---- | ---- | ---- | ---- |
| UCI Europe Tour | 107e | 198e | 102e |      | 381e | 793e |